# Palaiovrákha
Palaiovrákha (Palaiovracha) är en ort i Grekland.   Den ligger i prefekturen Fthiotis och regionen Grekiska fastlandet, i den centrala delen av landet, 180 km nordväst om huvudstaden Aten. Palaiovrákha ligger 515 meter över havet och antalet invånare är 419.
Terrängen runt Palaiovrákha är huvudsakligen kuperad, men åt sydost är den bergig. Runt Palaiovrákha är det ganska glesbefolkat, med 24 invånare per kvadratkilometer. Närmaste större samhälle är Spercheiáda, 5,8 km öster om Palaiovrákha. 